# Claude-Joseph Gignoux
Pour les articles homonymes, voir Gignoux.
Claude-Joseph Gignoux, né le 29 novembre 1890 à Lyon (Rhône) et mort le 16 avril 1966 à Paris, est un homme politique, économiste, et journaliste français, président d'associations patronales.

## Biographie
Claude-Joseph Gignoux est issu d'une famille bourgeoise ; le grand-père est industriel, le père, Irénée Gignoux, est avocat « civiliste » à Lyon à partir de 1891.
Après trois années de service militaire, il est mobilisé le 1er août 1914 comme sous-lieutenant. Il a été deux fois blessé et deux fois cité. Grièvement blessé à la jambe en Champagne en 1915, il s'installe dans le domaine de Saint-Jean-le-Puy, hérité d'un oncle en 1903, d'où il observe la construction de l'arsenal de Roanne. Ce licencié en droit consacre sa thèse d'économie commencée en 1917 à cet arsenal ; ce libéral y dénonce les méfaits de l'étatisme. Il rejoint l'armée en mars 1918 comme officier dans les chars. Il reçoit la Légion d'honneur à titre militaire en 1920.
Gignoux commence sa carrière en 1919 comme secrétaire de la commission économique de la Conférence de la paix de Paris, attaché au ministère du commerce, puis sous-chef de bureau à la direction des accords commerciaux (dirigée par Daniel Serruys) au ministère du commerce, d'avril 1920 à janvier 1923 et expert technique des délégations françaises de Gênes et Lausanne (1922). Docteur en sciences économiques en 1920, il est ensuite chargé de cours d'économie politique à la Faculté de droit de l'Université de Nancy, de 1923 à janvier 1925. Il obtient l'agrégation d'économie politique en 1924.
Il se met au service des milieux d'affaires. D'abord comme rédacteur en chef à partir de 1925 puis directeur à partir de juin 1933 du quotidien La Journée industrielle. Ce journal est contrôlé par ces milieux : le Comité central des houillères de France, le Comité des industries chimiques, le Comité central des fabricants de sucre, l'Union syndicale des compagnies d'assurances, le syndicat général de l'industrie cotonnière, etc.,. Ensuite comme membre en 1926 du comité de direction de la Société d'économie nationale, présidée par Lucien Romier, ancien rédacteur en chef de la La Journée industrielle, et du comité de rédaction de La Réforme économique, liés à l'Association de l'industrie et de l'agriculture françaises.
Maire de Saint-Jean-le-Puy de 1919 à 1944, il s'engage en politique comme membre de l'Alliance démocratique (centre-droit). Conseiller de Raymond Poincaré en 1926, il est député de la Loire de 1928 à 1932 et sous-secrétaire d'État chargé de l'économie nationale dans le cabinet de Pierre Laval de septembre 1931 à janvier 1932. Il entre au comité directeur de l'Alliance démocratique en 1930 et devient en 1935 l'un des vice-présidents de ce parti, présidé alors par Pierre-Étienne Flandin. Candidat radical indépendant en 1936 à Paris dans le 3e arrondissement, il ne parvient pas à se faire réélire député.
Il préside trois associations patronales. Il succède tout d'abord en juin 1933 à l'ancien député Louis Dubois à la tête de l'Union du commerce et de l'industrie pour la défense sociale, fondée en 1897. Il en était auparavant vice-président. Cette association à l'activité réduite organise des déjeuners mensuels où se rencontrent élites économiques et hommes politiques modérés. Gignoux préside ces déjeuners à l'issue desquels un invité donne une conférence. Il y discourt également. En janvier 1935, il succède ensuite à Edmond Philippar, décédé en octobre 1934, comme président de la Fédération des industriels et commerçants français (FICF), fondée par André Lebon en 1903. À ce titre, il cosigne en 1935 une déclaration des principales associations patronales hostiles à une dévaluation, appelant au rétablissement de l'équilibre budgétaire et à la diminution des dépenses publiques. Et enfin, en octobre 1936, il abandonne ces deux présidences pour prendre celle de la toute nouvelle Confédération générale du patronat français (CGPF), alors qu'il n'est pas un patron ; son accession à ce poste s'inscrit dans la réaction du patronat au Front populaire et aux Accords Matignon (1936). C'est alors le temps de la contre-offensive patronale. Gignoux préside la CGPF jusqu'à sa suppression par le régime de Vichy. Il tente d'élargir les bases de la CGPF, en s'appuyant sur les patrons de PME et les organisations patronales régionales. Il enjoint aux patrons d'établir un barrage contre la « révolution communiste » et le « marxisme révolutionnaire », de défendre le régime capitaliste menacé, de créer un « capitalisme rénové » et organisé – c’est le thème de l’organisation professionnelle -, de rompre avec l’individualisme et l’étatisme, d'être au premier rang dans la défense de l’organisation sociale et économique de la France, notamment dans son opuscule de 1937 Patrons, soyez des patrons!.
Il préside le comité préparatoire de la Conférence impériale de 1934-1935 et est secrétaire général de son bureau permanent ; il démissionne de cette fonction en 1936. Il est désigné conseiller technique de la présidence du conseil (fonction occupée par Pierre Laval) en juin 1935. Il est promu commandeur de la Légion d'honneur cette année-là. Le déjeuner organisé pour fêter cette promotion accueille des hommes politiques du centre-droit (Flandin, président du conseil, qui le préside, les ministres Pierre Laval et Louis Rollin), les administrateurs de la Journée industrielle et du quotidien Le Temps, des représentants du monde des affaires.
Mobilisé en 1939 comme chef d'escadrons d'un régiment de chars, fait prisonnier en juin 1940, il est libéré en février 1941. Il se rallie au régime de Vichy à son retour en France, en acceptant en novembre 1941 la fonction de membre du Conseil national de Vichy ; il préside sa 5e commission, celle de l’organisation économique, qui a pour objectif d’adapter l’une à l’autre la loi sur les Comité d'organisation et la Charte du travail. Tout en critiquant le dirigisme, il se rallie aussi aux thèses corporatistes : il enseigne l'économie industrielle à l'Institut d'études corporatives et sociales de Maurice Bouvier-Ajam, est membre de son comité de patronage, et de son conseil supérieur en janvier 1943. Il est aussi membre du Comité d'information interprofessionnelle qui remplace alors la CGPF, du Conseil consultatif du commerce extérieur, du Conseil supérieur de l’économie industrielle et commerciale, mis en place en 1942. Il préside aussi le Centre interprofessionnel des commissions de reclassement des prisonniers de guerre rapatriés, constitué fin 1942 et animé par le militant corporatiste André Voisin. Il est décoré de la francisque. Ce qui lui vaut d'être arrêté et brièvement interné à la Libération.
Après la guerre, il critique le GPRF du général de Gaulle dans son livre Feu la liberté et adhère au mouvement proeuropéen fédéraliste La Fédération d'André Voisin et Jacques Bassot. Il fonde en 1945 et dirige jusqu'en 1954 la SEDEIS (Société d’études et de documentation économiques, industrielles et sociales), qui fait paraître une chronique d'actualité économique hebdomadaire ronéotypée et qui est financée par le Conseil national du patronat français (CNPF), actionnaire majoritaire de cette structure. La SEDEIS est l’héritière d’une société semblable, la SEES, fondée après la défaite de 1940, et animée aussi par Gignoux.
Il enseigne à l'ESSEC, alors lié à l'Institut catholique de Paris et collabore à plusieurs journaux et revues : Écrits de Paris (1947), le quotidien L'Époque (fin des années 1940), Le Monde français (1948-50), Fédération, l’hebdomadaire Le Présent (1952-53), qu'il aurait fondé en liaison avec le CNPF, la Nouvelle revue de l'économie contemporaine d'Achille Dauphin-Meunier, l'hebdomadaire Journal des finances (il assure son éditorial depuis 1953). Il devient en mars 1954 le directeur de la vénérable Revue des Deux Mondes, après y avoir tenu la rubrique économique à partir de février 1948, et le co-gérant de l'entreprise qui la publie, aux côtés d'André Chaumeix. Cette revue est un fief de la droite académique. Ce qui lui permet d'être élu en 1958 à l'Académie des sciences morales et politiques, dans la section d’économie, statistiques et finances.
C'est un proche de ce qui reste de l'Alliance démocratique de Pierre-Étienne Flandin ainsi que du Centre national des indépendants et paysans et de son leader Antoine Pinay. Ce dernier le fait participer en 1959 au comité Rueff (Jacques Rueff), chargé de l'instauration du nouveau franc, et lui remet son épée en 1960 à l’Académie des sciences morales et politiques. Gignoux a été « l'un des plus fidèles soutiens des dirigeants du (CNIP) » selon Gilles Richard ; il partage le programme libéral et anticommuniste de ce parti de droite. Gignoux écrit dans l'hebdomadaire du CNIP, France indépendante, durant les années 1950, et la SEDEIS qu'il fonda et présida a financé le parti des modérés. Gignoux a fait partie des commissions d’études du CNIP, mises en place en 1954 par le principal animateur de ce parti, Roger Duchet.
Il est en outre membre du conseil supérieur du Centre des hautes études américaines (animé par Achille Dauphin-Meunier), dès ses débuts en 1946, et participe régulièrement à ses déjeuners mensuels qui rassemblent des hommes politiques, des patrons, des universitaires. Il est proche aussi du Centre d'études politiques et civiques (CEPEC), dont il a été « un ami sûr et un conseiller écouté ». Ce libéral adhère tardivement, en 1964, à la Société d'économie politique et participe à ses travaux.
Dans les colonnes de la Revue des Deux mondes, il critique le dirigisme gaullien sous la Ve République et loue les vertus d'un libéralisme tempéré. Son biographe, l'historien Gilles Richard, présente d'ailleurs Gignoux comme « l'archétype du libéral modéré, membre actif des classes dirigeantes ».
Il est le père d'Hubert Gignoux.

## Principales publications
- Le Bureau de rêveries, 1715-1925 (1926). Avec François Félix Legueu.
- Bourges pendant la guerre (1927)
- L'Après-Guerre et la politique commerciale (1924)
- La Vie du baron Louis (1928)
- Rouvier et les Finances (1931)
- La Planche à assignats (1935)
- Patrons, soyez des patrons ! (1937) (Lire en ligne le début dans Gallica)
- La France en guerre (1940). Avec Georges-Henri Rivière, Germain Bazin, Bernard Champigneulle. Préface d'André Siegfried.
- Monsieur Colbert (1941)
- L'Économie française entre les deux guerres. 1919-1939 (1942)
- La Crise du capitalisme au XXe siècle (1943)
- Économie et civilisation, contribution à l'histoire de la civilisation française (1944)
- Turgot (1945)
- Restaurations, 1814-1821 (1947)
- Saint-Just (1947)
- Feu la liberté (1948)
- Karl Marx (1950), prix Marcelin Guérin de l'Académie française en 1951
- L'Époque mercantiliste in Jacques Lacour-Gayet, Histoire du commerce (volume 4, 1951)
- L'Industrie française (1952)
- Lénine (1952)
- Histoire d'une entreprise française. La Compagnie Péchiney (1955)
- La Suisse (1960)
- Joseph de Maistre : prophète du passé, historien de l'avenir, NEL, collection "Itinéraires (revue)", (1963)